# Faika Fuad Egyptská
Faika Fuad Sadek (* 8. června 1926 – 7. ledna 1983) byla egyptská princezna a členka dynastie Muhammada Alího.

## Mládí
Princezna Faika se narodila v paláci Ras al Tin v Alexandrii v červnu 1926. Byla jednou z dcer krále Fuada I. a jeho druhé manželky Nazli Sabri. Byla sestrou krále Farúka I., Fawzie Egyptské, princezny Faizy a princezny Fathii. Jejím prapradědečkem byl generál Muhammad Sharif Paša, premiér a ministr zahraničí, který byl tureckého původu.

## Osobní život
Faika se provdala za Fuada Sadeka, obyčejného Egypťana. Svatba byla civilní a konala se v květnu 1950 v San Franciscu. Zpočátku tento sňatek její bratr, král Farúk I., neuznával, ale později jej přijal. Poté se konal obřad znovu v paláci Kubba v Káhiře v červnu 1950. Po sňatku získal její manžel titul beje. Pár žil v paláci Dokki u Nilu a Fuad Sadek začal pracovat jako ministr zahraničí. Měli spolu čtyři děti, dva syny a dvě dcery. 

## Smrt
Princezna Faika zemřela v Káhiře v lednu 1983 ve věku 56 let po dlouhé nemoci. 

## Vyznamenání
- Řád ctností – Egypt[1]